# Лисава (Гомельская область)
Лисава (бел. Лісава) — упразднённая деревня в Кировском сельсовете Наровлянского района Гомельской области Беларуси.
В связи с радиационным загрязнением после катастрофы на Чернобыльской АЭС жители (11 семей) переселены в 1986 году в чистые места.
Кругом лес, на юге урочище Круг, на западе урочище Большой Сукман.

## География

### Расположение
На территории Полесского радиационно-экологичного заповедника.
В 29 км на юг от Наровли, 54 км от железнодорожной станции Ельск (на линии Калинковичи — Овруч), 207 км от Гомеля.

### Гидрография
На реке Стрелка (приток реки Желонь (Мухоедовский канал).

## Транспортная сеть
Транспортные связи по просёлочной, а затем автодороге Углы — Чапаевка. Планировка состоит из короткой улицы вдоль просёлочной дороги, застроенной хаотично деревянными усадьбами.

## История
По письменным источникам известна с XVIII века как деревня во владении графа Юдицкого. После 2-го раздела Речи Посполитой (1793 год) в составе Российской империи. В 1795 году в Речицком уезде Минской губернии. В 1931 году жители вступили в колхоз. Во время Великой Отечественной войны 5 жителей погибли на фронте. Согласно переписи 1959 года в составе совхоза «Партизанский» (центр — деревня Углы).

## Население

### Численность
- 1986 год — жители (11 семей) переселены.

### Динамика
- 1795 год — 21 двор.
- 1959 год — 106 жителей (согласно переписи).
- 1986 год — жители (11 семей) переселены.